# 早稲田大学男子ハンドボール部
早稲田大学男子ハンドボール部（わせだだいがく だんしハンドボールぶ）は、関東学生ハンドボール連盟に所属する早稲田大学の男子ハンドボール部。

## 歴史
1938年に創部。1942年に早稲田大学の運動部として認められた。
1974年に全日本学生ハンドボール選手権大会（インカレ）で初優勝を果たした。
2013年はインカレで25年ぶりの優勝を決めた。

## 獲得タイトル
- 全日本学生ハンドボール選手権大会：4回 (1974年・1980年・1988年・2013年)

## 年度別成績
| 年度   | 学生選手権   | 関東学生連盟 | 関東学生連盟 |
| 年度   | 学生選手権   | 春季リーグ   | 秋季リーグ   |
| ------ | ------------ | ------------ | ------------ |
| 2000年 | 準々決勝敗退 | 5位          | 5位          |
| 2001年 | ベスト4      | 4位          | 6位          |
| 2002年 | ベスト4      | 2位          | 優勝         |
| 2003年 | 2回戦敗退    | 6位          | 4位          |
| 2004年 | ベスト4      | 3位          | 3位          |
| 2005年 | ベスト4      | 2位          | 4位          |
| 2006年 | 準優勝       | 優勝         | 5位          |
| 2007年 | ベスト4      | 2位          | 4位          |
| 2008年 | 準優勝       | 3位          | 4位          |
| 2009年 | 2回戦敗退    | 3位          | 5位          |
| 2010年 | ベスト4      | 5位          | 4位          |
| 2011年 | 準優勝       | 優勝         | 2位          |
| 2012年 | 準優勝       | 2位          | 2位          |
| 2013年 | 優勝         | 優勝         | 優勝         |
| 2014年 | ベスト4      | 優勝         | 優勝         |
| 2015年 | 準優勝       | 6位          | 6位          |
| 2016年 | 2回戦敗退    | 4位          | 5位          |
| 2017年 | 2回戦敗退    | 6位          | 5位          |
| 2018年 | ベスト4      | 優勝         | 6位          |
| 2019年 |              | 9位          |              |

## 主な出身選手
- 岩本真典 (1993年卒) - 元・大崎電気、三陽商会
- 武藤崇之 (1999年卒) - 元・HC東京
- 猪妻正活 (2004年卒) - 元・大崎電気
- 大城章 (2006年卒) - ソニーセミコンダクタマニュファクチャリング監督
- 岸川英誉 (2007年卒) - 元・大同特殊鋼
- 水野裕紀 (2007年卒) - 元・琉球コラソン
- 松信亮平 (2008年卒) - 琉球コラソン
- 夏山陽平 (2009年卒) - 元・大崎電気
- 野村喜亮 (2009年卒) - 元・大同特殊鋼
- 仁平昌利 (2011年卒) - 湧永製薬
- 藤本純季 (2011年卒) - トヨタ車体
- 馬場佑貴 (2012年卒) - 大崎電気
- 久保龍太郎 (2013年卒) - 大同特殊鋼
- 熊谷昂 (2013年卒) - 元・トヨタ車体
- 牧山仁志 (2013年卒) - 元・琉球コラソン
- 岩下祐太 (2014年卒) - トヨタ紡織九州
- 山田隼也 (2014年卒) - 元・トヨタ自動車東日本
- 内海祐輔 (2015年卒) - トヨタ車体
- 玉城慶也 (2015年卒) - トヨタ車体
- 東江雄斗 (2016年卒) - 大同特殊鋼
- 川島悠太郎 (2017年卒) - 北陸電力
- 西山尚希 (2018年卒) - トヨタ自動車東日本
- 伊舎堂博武 (2019年卒) - トヨタ車体